# Lori Fung
Lori Fung Methorst (Vancouver, 21 febbraio 1963) è un'ex ginnasta canadese medaglia d'oro nel concorso individuale alle Olimpiadi di Los Angeles 1984, edizione dei Giochi che vide il debutto della ginnastica ritmica tra gli sport olimpici.

## Biografia
Fung iniziò a praticare la ginnastica ritmica all'età di 13 anni, diventando per la prima volta campionessa canadese nel 1982 all'età di 19 anni. Due anni dopo si presentò alle Olimpiadi di Los Angeles 1984 e, approfittando del boicottaggio dell'Unione Sovietica e di altri Paesi dell'Est Europa come la Bulgaria, che erano tra le principali favorite in questa disciplina, riuscì a diventare la prima campionessa olimpica di ritmica vincendo il concorso individuale. Successivamente si piazzò nona ai Mondiali di Valladolid 1985 e tentò poi di guadagnarsi l'accesso alle Olimpiadi di Seul 1988; non riuscendo però a riprendersi completamente dai postumi di una precedente appendicite, a cui si sommarono altri malesseri fisici, nel 1988 dovette annunciare il suo ritiro dall'attività agonistica.
Dopo il suo ritiro Lori Fung iniziò l'attività di allenatrice. Nel 2004 è stata introdotta nella Canada's Sports Hall of Fame. Lo stesso anno appare pure nel film Catwoman interpretando il ruolo di una ballerina aerea.

## Palmarès
- Giochi olimpici

Los Angeles 1984: oro nel concorso individuale.